# Santa María de Martorellas de Arriba
Santa María de Martorellas de Arriba (en catalán y oficialmente, Santa Maria de Martorelles) es un municipio de la comarca del Vallés Oriental, en la provincia de Barcelona, en la comunidad autónoma de Cataluña, España.
El municipio se creó en 1927 por segregación de Martorellas.

## Demografía
Santa María de Martorellas de Arriba cuenta con una población de 873 habitantes (INE 2024).
| Gráfica de evolución demográfica de Santa María de Martorellas de Arriba entre 1930 y 2021 |
| |
| Población de derecho según los censos de población del INE. Población de hecho según los censos de población del INE.En estos censos se denominaba Santa María de Martorellas de Arriba: 1930, 1940, 1950, 1960 y 1970. Entre el censo de 1930 y el anterior, aparece este municipio porque se segrega del municipio Martorellas. |

## Administración
| Periodo   | Nombre                         | Partido                                 |
| --------- | ------------------------------ | --------------------------------------- |
| 1999-2003 | Dolors Puig / Joan Frías       | PSC /ERC                                |
| 2003-2007 | Francisco García Costa         | CiU                                     |
| 2007-2011 | María Concepción Collado Villa | CiU                                     |
| 2011-2015 | Julián Trapero Frías           | ICV-EUA                                 |
| 2015-2019 | Julián Trapero Frías           | ICV-EUA                                 |
| 2019-2023 | Luisma Pintor                  | Esquerra Republicana de Catalunya (ERC) |